# Lucas da Cruz Oliveira
Lucas da Cruz Oliveira, conocido como Lucas Oliveira, (Río de Janeiro, 2 de febrero de 1996) es un futbolista brasileño que juega en la demarcación de central en el Kyoto Sanga F. C. de la J1 League cedido por el Cruzeiro E. C. del Campeonato Brasileño de Serie A.

## Trayectoria
El 1 de febrero de 2024 fue cedido al Real Valladolid C. F. de la Segunda División de España hasta final de temporada.
El 22 de julio de 2024 volvió a ser cedido por el Cruzeiro E. C., esta vez al Kyoto Sanga F. C. de la J1 League de Japón hasta enero de 2025, la cesión tiene con una opción de compra valorada en 1 millón de euros.

## Clubes
Actualizado al último partido disputado el 2 de junio de 2024.
| Club                  | País          | Año           | Partidos | Goles |
| --------------------- | ------------- | ------------- | -------- | ----- |
| E. C. Tigres          | Brasil        | 2014-2017     | 33       | 2     |
| Bangu Atlético        | Brasil        | 2018          | 11       | 0     |
| Atlético Goianiense   | Brasil        | 2018-22       | 125      | 9     |
| Cruzeiro E. C.        | Brasil        | 2022-Act.     | 79       | 4     |
| Real Valladolid C. F. | España        | 2024          | 11       | 0     |
| Kyoto Sanga F. C.     | Japón         | 2024-Act.     |          |       |
| Total carrera         | Total carrera | Total carrera | 259      | 15    |

## Palmarés

### Títulos nacionales
| Título  | Club           | País   | Año  |
| ------- | -------------- | ------ | ---- |
| Serie B | Cruzeiro E. C. | Brasil | 2022 |